# Rhadinopsylla orama
Rhadinopsylla orama är en loppart som beskrevs av Smit 1957. Rhadinopsylla orama ingår i släktet Rhadinopsylla och familjen mullvadsloppor. Inga underarter finns listade i Catalogue of Life.